# 泉沟站
泉沟站是位于辽宁省铁岭市昌图县老四平镇的一个铁路车站，邮政编码112502。车站建于1929年，有平齐铁路经过该站，现办理客货运业务，车站及其上下行区间已经实行电气化。车站距离四平站11公里，隶属沈阳铁路局通辽车务段，是四等站。